# Hippolyte-Benjamin Adam
Hippolyte-Benjamin Adam (Parigi, 28 settembre 1808 – Parigi, 1853) è stato un pittore francese.

## Biografia
Ebbe come maestri Jérôme-Martin Langlois e, all'Académie des beaux-arts, Paul Delaroche. Fu prevalentemente pittore di scene di genere, rappresentate con accentualto realismo, e di ritratti, eseguiti invece in maniera più romantica. Espose al Salon parigino dal 1833 al 1841.